# Aminata Niakaté
Pour les articles homonymes, voir Niakaté.
Aminata Niakaté, née le 7 novembre 1980 à Paris dans le 12e arrondissement, est une femme politique, avocate et syndicaliste franco-malienne. 
Porte-parole nationale du mouvement Les Écologistes - EELV depuis 2022, elle est conseillère de Paris, élue du 15e arrondissement, depuis 2020. Présidente de l’ONG Ensemble contre la peine de mort, elle est membre du Conseil économique, social et environnemental (CESE) et commissaire de la Commission nationale de l'informatique et des libertés (CNIL).

## Jeunesse et formation
Aminata Niakaté est issue d'une famille de paysans maliens de l'ethnie Soninké. Son père, arrivé en France dans les années 1970, est ouvrier agricole puis manutentionnaire à Paris pour un sous-traitant de la SNCF. Sa mère est femme au foyer puis femme de ménage à temps partiel jusqu'à son décès en 2012. Aminata Niakaté est l'aînée d'une fratrie de 16 enfants.
Elle grandit dans les quartiers populaires de Vitry sur Seine et fréquente ses établissements scolaires, classés en zone d'éducation prioritaire (ZEP).
Aminata Niakaté obtient un baccalauréat littéraire en 1999. Souhaitant dès le plus jeune âge devenir avocate, elle poursuit des études de droit en tant que boursière à l'université Paris-I-Panthéon-Sorbonne. Juriste en cabinet d'avocats depuis 2006, elle est admise au barreau en janvier 2010, après avoir obtenu son certificat d'aptitude à la profession d'avocat.

## Parcours syndical

### Les Jeunes Avocats et Conseil national des barreaux (2015-2020)
Aminata Niakaté débute son parcours syndical en 2009 en rejoignant l'Union des jeunes avocats de Paris (UJA de Paris). Elle en est élue présidente en juin 2015,,, pour la mandature 2015-2016.
Le 12 mai 2018, Aminata Niakaté accède à la présidence de la Fédération nationale des unions de jeunes avocats (FNUJA),,.
En 2017, Aminata Niakaté conduit la liste de l'Union des jeunes avocats de Paris aux élections du Conseil national des barreaux (CNB). Cette liste obtient cinq des seize sièges disponibles pour le collège général parisien. Elle est élue présidente de la commission égalité du CNB en décembre 2017 pour la mandature 2018 - 2020,,,.

### Commission parité-égalité de l'UNAPL et U2P
De février 2019 à mars 2025, Aminata Niakaté préside pendant six ans la commission parité-égalité de l'Union nationale des professions libérales (UNAPL), à laquelle est affiliée la FNUJA. Elle travaille sur les écarts de revenus entre femmes et hommes et développe des formations pour sensibiliser les professionnels libéraux aux violences intrafamiliales et au sexisme au travail. En 2023, elle y crée un groupe de travail consacré aux questions environnementales. 
Elle devient conseillère spéciale du comité exécutif de l'UNAPL et rejoint le conseil national de l’U2P au printemps 2025.

### Depuis 2021: CESE et CNIL
En mai 2021, Aminata Niakaté rejoint le Conseil économique, social et environnemental (CESE) en tant que représentante de l'Union des entreprises de proximité (U2P) et de l'Union nationale des professions libérales. Elle y siège au sein du groupe de l'artisanat et des professions libérales et est membre de la Délégation aux droits des femmes et à l'égalité (DDFE) et de la commission environnement.
Elle co-rapporte avec Antoine Gatet, président de France Nature Environnement, un rapport et un avis intitulés Inégalités de genre, crise climatique et transition écologique, adoptés à l'unanimité par le CESE le 14 mars 2023, après quinze mois de travaux,,.
Le 18 février 2025, elle est nommée co-rapporteure, avec Pascal Ferey, d'un projet d'avis sur la participation du public aux décisions impactant l'environnement.
Aminata Niakaté représente le CESE au sein du collège de la Commission nationale de l'informatique et des libertés (CNIL). Elle a dans son portefeuille les secteurs « travail et ressources humaines, recherche et statistiques ».

## Parcours politique

### Mandats électoraux
Militante au sein des Écologistes (EELV) depuis 2009, Aminata Niakaté est élue conseillère municipale d’opposition à Vitry-sur-Seine de 2014 à 2020.
En 2020, elle est élue conseillère de Paris (majorité) et conseillère du 15e arrondissement de Paris (opposition). Elle est vice-présidente du groupe écologiste de Paris de juin 2020 à janvier 2023.
Elle plaide notamment à Paris pour le départ du Grand Palais Éphémère du Champ de Mars, la renaturation de l'héliport de Paris et de la petite ceinture, en particulier au niveau du parc Georges-Brassens, ainsi que pour la piétonisation du Trocadéro et du pont d'Iéna. Elle s'oppose au projet d'agrandissement de la centrale à béton Lafarge sise dans le 15e arrondissement, à l'installation du Mur pour la paix sur les pelouses de l'avenue de Breteuil, au projet de « Fan Zone » dans les jardins du Trocadéro, ou encore au projet de taxis volants porté par Aéroport de Paris et soutenu par Valérie Pécresse, dans la perspective des Jeux olympiques et paralympiques.
Aminata Niakaté est candidate aux législatives à quatre reprises : 
- En 2012 à Vitry-sur-Seine/Alfortville avec un score de 5,43 % sous l’étiquette EELV[40].
- En 2017 à Boulogne-Billancourt avec un score de 5,01 % sous l’étiquette EELV[41].
- En 2022 dans la 13e circonscription de Pariss (Paris 15e Sud) avec un score de  40,14 % au second tour sous l’étiquette NUPES - Écologiste[42].
- En 2024 dans la 13e circonscription de Paris (Paris 15e Sud) avec un score de 44,24 % au second tour sous l’étiquette Nouveau Front Populaire - Écologiste[43]. Elle bat le record de la gauche en nombre de voix sur cette circonscription avec 22 192 voix.

Lors de la primaire écologiste en vue des élections municipales de 2026 à Paris, elle obtient 10 % des votes au premier tour. David Belliard l'emporte au second tour.

### Porte-parole Des Écologistes - EELV
Depuis décembre 2022, elle est porte-parole nationale du mouvement Les Écologistes - EELV et siège au sein de l’exécutif des Écologistes. Elle est réélue à cette fonction le 19 avril 2025.
Elle commente à ce titre l'actualité politique et gouvernementale dans les médias et porte les positions de son mouvement notamment contre le projet d'autoroute A69, les mégabassines, au soutien des revendications du mouvement des agriculteurs en 2024 ou des Soulèvements de la Terre.

### Secrétaire générale de la Coordination des élu.e.s Français d’origine malienne
Aminata Niakaté est secrétaire générale de la Coordination des élu.e.s Français d’origine malienne (CEFOM) depuis 2020, association, dont elle est adhérente depuis 2016. La CEFOM est une association composée d’élus français d’origine malienne qui s’engagent à contribuer au développement socio-économique, à la promotion culturelle, à la paix et à la lutte contre le dérèglement climatique au sein de leurs deux pays : le Mali et la France,,,.

## Engagements associatifs
En 2008, Aminata Niakaté s’implique au sein l’association Ensemble Contre la Peine de Mort (ECPM), qui porte un plaidoyer pour l’abolition universelle de la peine de mort. Elle rejoint le conseil d'administration en 2017 et est élue présidente de l’association en novembre 2020,,.
Aminata Niakaté adhère à l’association Excision, Parlons-en en 2016. Elle en est trésorière de 2017 à 2018.

## Distinctions et Reconnaissance
En 2016, Aminata Niakaté est nommée pour le Prix Espoir de la Femme d’Influence Politique.

## Publication
Antoine Gatet et Aminata Niakaté, Conseil économique, social et environnemental, Inégalités de genre, crise climatique et transition écologique - Avis et rapport, Direction de l'information légale et administrative, Les Editions des Journaux Officiels, mars 2023, 246 p. (ISBN 978-2-11-167376-2, lire en ligne)